# Triumph GT6
Der Triumph GT6 war ein von 1966 bis 1973 gebautes Kombicoupé des britischen Autoherstellers Triumph. Der GT6 basierte auf dem populären Triumph Spitfire.

## Geschichte
Mit dem Spitfire führte Triumph 1962 einen preisgünstigen Sportwagen ein. Der Konkurrent MG hatte damals von dem MGB ein Coupé im Angebot, das sich gut verkaufte. Triumph beauftragte daher den italienischen Designer Giovanni Michelotti, auf der Basis des Spitfire ebenfalls ein Coupé zu entwerfen. Bedingt durch das höhere Gewicht erwies sich in diesem Wagen jedoch die Leistung des Spitfire-Motors als nicht ausreichend, weshalb der 2-Liter-Sechszylindermotor des Triumph Vitesse in das neue Spitfirecoupé eingebaut wurde.
Das Ergebnis wurde GT6 genannt und im Jahr 1966 vorgestellt. Mit seiner hinteren Heckklappe hatte der GT6 gewisse Ähnlichkeiten mit dem Jaguar E-Type. Deshalb und wegen seines günstigen Preises erhielt er den Spitznamen „Poor man’s E-Type“ (Jaguar E des armen Mannes). Konzeptionell allerdings geht der GT6 eher auf die Sunbeam-Harrington-Alpine-Coupés zurück, die das britische Karosseriebauunternehmen Thomas Harrington Coach Builders zwischen 1961 und 1964 auf der Basis des Sunbeam-Alpine-Roadsters hergestellt hatte.
Der GT6 war gut ausgestattet. Neben dem hölzernen Armaturenbrett mit vier Instrumenten hatte er serienmäßig einen zweistufigen Scheibenwischer, ein zweistufiges Heizungsgebläse, ein gepolstertes Lenkrad und Schalensitze. Der Kraftstoffverbrauch war mit etwa 12 Liter auf 100 Kilometer für die damalige Zeit gering. Das vom Spitfire und vom Triumph Herald small saloon übernommene swing-axle-System wurde häufig kritisiert, sodass der GT6 MkII ab 1968 eine deutlich verbesserte Einzelradaufhängung mit zusätzlichem Querlenker erhielt.
Insgesamt gab es zwei Modellpflegen. Bei einem unveränderten Radstand von 2128 mm war das Mk.1-Modell 3717 mm lang und 1450 mm breit, das Mk.2-Modell 3734 mm lang und ebenfalls 1450 mm breit und das Mk.3-Modell 3785 mm lang und 1486 mm breit. Die Höhe betrug jeweils 1193 mm.